# Memphis (Mythologie)
Memphis (altgriechisch Μέμφις Mémphis) ist in der griechischen Mythologie die Tochter des Flussgottes Neilos.
Memphis ist die Frau von Epaphos, dem König von Ägypten, der nach ihr die von ihm gegründete Stadt Memphis benannte. Die Tochter von Memphis und Epaphos ist die Libye.